# Ernst Straus
Ernst Straus (alemany: Ernst Gabor Straus)  (Múnic, 25 de febrer de 1922 - Los Angeles, 12 de juliol de 1983) va ser un matemàtic estatunidenc, nascut a Alemanya.

## Vida i obra
Straus va néixer a Múnic, cinquè i últim fill d'Elias Straus, un advocat líder del moviment sionista, i de Rahel Goitein, una coneguda metgessa i una de les primeres dones alemanyes en obtenir el títol de doctor en medicina. El seu pare va morir de càncer el 1933, poc després de l'arribada al poder dels nazis, i la resta de la família va emigrar immediatament a Jerusalem, on l'infant va ser escolaritzat i on va començar els estudis universitaris a la universitat Hebrea de Jerusalem. El 1941 va començar estudis de grau a la Universitat de Colúmbia que va culminar el 1948 amb un doctorat sota la direcció de F.J. Murray.
El 1944 va ser escollit per Einstein com el seu assistent matemàtic a l'Institut d'Estudis Avançats de Princeton, càrrec que va mantenir fins al 1948, quan va acceptar una plaça de professor a UCLA, on va romandre fins a la seva mort el 1983. Durant la seva estança a Princeton va establir una sòlida amistat amb Paul Erdős qui, com que era solter, es quedava sovint a dormir a casa dels Straus. Precisament amb Erdős, va establir una conjectura que encara no ha estat ni demostrada ni refutada: si la fracció {\displaystyle 4/n} es por obtenir per la suma dels tres inversos dels nombres naturals {\displaystyle x,y,z} (tres fraccions egípcies); és a dir, si por tot {\displaystyle n>2} existeixen tres nombres naturals {\displaystyle x}, {\displaystyle y}, {\displaystyle z} tals que
{\displaystyle {\frac {4}{n}}={\frac {1}{x}}+{\frac {1}{y}}+{\frac {1}{z}}}
Straus va publicar dues monografies i uns cent quaranta articles científics, la major part dels quals en coautoria, sobre una diversa varietat de camps d'estudi: teoria de nombres, funcions analítiques, combinatòria, geometria i àlgebra.